# Stifninska kislina
Stifninska kislina ali 2,4,6-trinitroresorcinol tvori rumene kristale in se uporablja v proizvodnji barvil, črnil, v medicini in pri izdelavi eksploziva. Podobna je pikrinski kislini. 

## Identifikacija snovi ali pripravka:
Identifikacija snovi ali pripravka:
Stifninska kislina je aromatska nitrospojina, ki tvori rumene kristale. Je dvobazna kislina, katere soli se imenujejo stifnati.
 Uporaba snovi ali pripravka:
Stifninska kislina se uporablja predvsem pri izdelavi eksplozivov. Svinčena sol (svinčev stifnat) tvori pomemben del pri izdelavi detonatorjev.

## Sestava s podatki o nevarnih sestavinah:
Stifninska kislina je aromatska nitrospojina in jo lahko pripravimo z nitracijo resorcinola z nitrirno zmesjo, ki sestoji iz dušikove in žveplene kisline. Ta spojina predstavlja primer trinitrofenola.

Podobno kot pikrinska kislina spada med srednje močne kisline.

## Ugotovitve o nevarnih lastnostih:
Napotki za nevarnost:
Zaradi visoko eksplozivnih lastnosti kisline je nujno nošenje zaščitne opreme (obleka, rokavice, zaščitna očala, maska in obutev), pri čemer obutev ne sme vsebovati kovinskih zakovic ali drugih materialov, ki bi ob stiku ali drgnjenju lahko povzročili vžig.

## Ukrepi za prvo pomoč:
Vdihovanje
V izrednih razmerah (npr. nenadno izhlapevanje nevarne snovi) je potrebno nositi zaščitno masko za nos in usta. V primeru izpostavljenosti je najbolje takoj zapustiti prostor izhlapevanja.

Zaužitje
V primeru zaužitja takoj poiskati zdravniško pomoč.

Stik s kožo in očmi:
Pri stiku s kožo in očmi moramo ta del takoj sprati s tekočo vodo. 

## Ukrepi ob požaru:
Prostor takoj evakuirati in izolirati. Gašenje mora potekati iz primerne razdalje. 
Posebne nevarnosti
Snov je izredno eksplozivna. Tla v prostoru morajo biti prevodna in upor prevodnosti ne sme presegati 1 megaohm.

Primerna sredstva za gašenje
Posode z nevarno snovjo se morajo najprej pogasiti z mrzlo vodo in če je možno, odstraniti iz območja nevarnosti.

Posebna zaščitna oprema za gasilce:
Zaščitna oprema pred kemikalijami ter od zunanjega zraka neodvisna zaščitna maska.

## Ukrepi ob nezgodnih izpustih
Previdnostni ukrepi, ki se nanašajo na ljudi:
Vsi izviri vžiga se morajo odstraniti. Zaščitna obleka, obutev (ki ne sme imeti kovinskih zakovic in podobnega), zaščitna očala in rokavice so obvezne. V uporabi mora biti samo orodje, ki ne povzroča isker.

Ekološki zaščitni ukrepi
Pri izlitju je treba preprečiti, da bi snov pronicala v zemljo in tako morebiti onesnažila podtalnico. V primeru onesnaženja takoj obvestimo pristojne oblasti.

## Ravnanje z nevarno snovjo/pripravkom in skladiščenje
Ravnanje
- Delovno mesto mora biti ustrezno prezračeno ter imeti kamnita tla. V bližini mora biti prostor za spiranje oziroma splahnjevanje. Stroji in orodje mora biti iz takšnih materialov, da ob morebitnem stiku s snovjo ne pride do vžiga.

- Priporočljivo je ravnanje z manjšimi količinami snovi (v laboratorijih je dovoljeno imeti največ 3kg eksplozivne snovi v posameznem prostoru).

- Po možnosti preprečimo da bi snov prišla v stik z drugimi materiali, ki bi posledično povzročili njen vžig.

- Pri pretakanju skušamo preprečiti politje, trenje ter razne udarce.
 Skladiščenje
- Za skladiščenje ne uporabljamo posod, ki so namenjene živilom, saj lahko pride do nevarnosti zamenjave.

- Embalažo, kjer hranimo nevarne snovi moramo ustrezno označiti in dobro zapreti ter skladiščiti v hladnem prostoru.

- Eksplozivne snovi ne smemo skladiščiti skupaj z drugimi snovmi enake kategorije.

## Nadzor nad izpostavljenostjo/varnost in zdravje pri delu
- Informiranje ljudi,ki delajo z nevarnimi snovmi, o njihovih karakteristikah, nevarnostjo, zaščito ter ukrepanje v primeru požara, izhlapevanja, eksplozije, stika snovi s kožo, očmi itd.

- Varnostna oblačila, škornji, očala in rokavice morajo biti vedno na razpolago ter so nujne pri delu z nevarnimi snovmi.

- Po končanem delu si moramo roke dobro umiti z milom. Priporočljivo je, da si nato roke namažemo s primerno mastno kremo za roke.

- V prostoru, kjer poteka obdelava nevarnih snovi, ne sme biti živil ali razne prehrane, saj obstaja nevarnost kontaminacije.

## Fizikalne in kemijske lastnosti
- rumeni, heksagonalni kristali

- med sublimacijo pod visokim pritiskom postane skoraj brezbarvna in se pri stiku z zrakom obarva rumeno do rumenorjavo

- težko topljiva v mrzli vodi, topljiva v vroči vodi

- hitro  raztopljiva v etanolu, etilacetatu in etru

- stifninska kislina tvori z veliko organskimi snovmi (aromatskimi ogljikovodiki) adicijske povezave s karakterističnimi točkami topljenja

- detonira zaradi močnega prvega vžiga, njena eksplozivna moč je malce nad tisto od TNT-ja

## Transportni podatki
Pri prevažanju stifninske kisline in njenih soli mora biti embalaža primerna za eksplozivne snovi. Pri prevozu moramo preprečiti trke, morebitno trenje in drgnjenje ter visoko temperaturo.

## Druge informacije
GESTIS - Stoffdatenbank 

Stifninska kislina na Chemie.de  Arhivirano 2010-11-14 na Wayback Machine.

European inventory of existing commercial chemical substances 

Stifninska kislina na patent.de 

Sinteza stifninske kisline 

[[Kategorija:]]